# Бага
Бага́ (кат. Bagà, вимова літературною каталанською [bə'ɣa]) — муніципалітет, розташований в Автономній області Каталонія, в Іспанії. Код муніципалітету за номенклатурою Інституту статистики Каталонії — 80168. Знаходиться у районі (кумарці) Барґаза (коди району — 14 та BD) провінції Барселона, згідно з новою адміністративною реформою перебуватиме у складі Баґарії (округи) Центральна Каталонія.

## Назва муніципалітету
Назва муніципалітету походить від кельтського імені Bacauda, яке у латині набуло форми Bacaudānum, яка і стала вихідною формою для назви міста.

## Населення
Населення міста (у 2007 р.) становить 2.248 осіб (з них менше 14 років — 11,5%, від 15 до 64 — 65%, понад 65 років — 23,5%). У 2006 р. народжуваність склала 18 осіб, смертність — 29 осіб, зареєстровано 7 шлюбів. У 2001 р. активне населення становило 915 осіб, з них безробітних — 83 особи.

Серед осіб, які проживали на території міста у 2001 р., 1.655 народилися в Каталонії (з них 1.347 осіб у тому самому районі, або кумарці), 428 осіб приїхало з інших областей Іспанії, а 32 особи приїхали з-за кордону. 

Вищу освіту має 7,7% усього населення. 

У 2001 р. нараховувалося 776 домогосподарств (з них 21,3% складалися з однієї особи, 30,8% з двох осіб,18,4% з 3 осіб, 21,9% з 4 осіб, 5,7% з 5 осіб, 1,7% з 6 осіб, 0,3% з 7 осіб, 0% з 8 осіб і 0% з 9 і більше осіб).

Активне населення міста у 2001 р. працювало у таких сферах діяльності : у сільському господарстві — 2,9%, у промисловості — 23,1%, на будівництві — 24,4% і у сфері обслуговування — 49,6%. 

 У муніципалітеті або у власному районі (кумарці) працює 572 особи, поза районом — 413 осіб.

### Безробіття
У 2007 р. нараховувалося 77 безробітних (у 2006 р. — 92 безробітних), з них чоловіки становили 24,7%, а жінки — 75,3%.

## Економіка

### Підприємства міста

#### Промислові підприємства
| \| Промислові підприємства міста, за сферою діяльності \| Промислові підприємства міста, за сферою діяльності \| Промислові підприємства міста, за сферою діяльності \| \| Рік \| 2002 р. \| 2001 р. \| \| --------------------------------------------------- \| --------------------------------------------------- \| --------------------------------------------------- \| \| Енергетичні та водні ресурси \| 26,7% \| 20% \| \| Хімія та метали \| 0% \| 0% \| \| Переробка металів \| 6,7% \| 6,7% \| \| Продукти харчування \| 20% \| 20% \| \| Текстиль \| 33,3% \| 33,3% \| \| Виробництво меблів, видання \| 13,3% \| 20% \| \| Інше \| 0% \| 0% \| \| Усього підприємств \| 15 \| 15 \| |         |         |
| Промислові підприємства міста, за сферою діяльності |         |         |
| Рік | 2002 р. | 2001 р. |
| Енергетичні та водні ресурси | 26,7%   | 20%     |
| Хімія та метали | 0%      | 0%      |
| Переробка металів | 6,7%    | 6,7%    |
| Продукти харчування | 20%     | 20%     |
| Текстиль | 33,3%   | 33,3%   |
| Виробництво меблів, видання | 13,3%   | 20%     |
| Інше | 0%      | 0%      |
| Усього підприємств | 15      | 15      |

#### Роздрібна торгівля
| \| Підприємства роздрібної торгівлі міста, за сферою діяльності \| Підприємства роздрібної торгівлі міста, за сферою діяльності \| Підприємства роздрібної торгівлі міста, за сферою діяльності \| \| Рік \| 2002 р. \| 2001 р. \| \| ------------------------------------------------------------ \| ------------------------------------------------------------ \| ------------------------------------------------------------ \| \| Продукти харчування \| 35,1% \| 33,3% \| \| Одяг та взуття \| 13,5% \| 8,3% \| \| Товари для дому \| 13,5% \| 13,9% \| \| Книги та періодичні видання \| 0% \| 0% \| \| Промислова хімічна продукція \| 5,4% \| 5,6% \| \| Продукція, пов'язана з транспортними засобами \| 0% \| 0% \| \| Інше \| 32,4% \| 38,9% \| \| Усього підприємств \| 37 \| 36 \| |         |         |
| Підприємства роздрібної торгівлі міста, за сферою діяльності |         |         |
| Рік | 2002 р. | 2001 р. |
| Продукти харчування | 35,1%   | 33,3%   |
| Одяг та взуття | 13,5%   | 8,3%    |
| Товари для дому | 13,5%   | 13,9%   |
| Книги та періодичні видання | 0%      | 0%      |
| Промислова хімічна продукція | 5,4%    | 5,6%    |
| Продукція, пов'язана з транспортними засобами | 0%      | 0%      |
| Інше | 32,4%   | 38,9%   |
| Усього підприємств | 37      | 36      |

#### Сфера послуг
| \| Підприємства міста, що працюють у сфері послуг, за діяльністю \| Підприємства міста, що працюють у сфері послуг, за діяльністю \| Підприємства міста, що працюють у сфері послуг, за діяльністю \| \| Рік \| 2002 р. \| 2001 р. \| \| ------------------------------------------------------------- \| ------------------------------------------------------------- \| ------------------------------------------------------------- \| \| Гуртова торгівля \| 0% \| 0% \| \| Готелі та готельний бізнес \| 33,8% \| 33,8% \| \| Транспорт та зв'язок \| 13,2% \| 11,8% \| \| Посередницькі фінансові послуги \| 7,4% \| 7,4% \| \| Послуги підприємствам \| 4,4% \| 4,4% \| \| Послуги фізичним особам \| 26,5% \| 29,4% \| \| Нерухомість та ін. \| 14,7% \| 13,2% \| \| Усього підприємств \| 68 \| 68 \| |         |         |
| Підприємства міста, що працюють у сфері послуг, за діяльністю |         |         |
| Рік | 2002 р. | 2001 р. |
| Гуртова торгівля | 0%      | 0%      |
| Готелі та готельний бізнес | 33,8%   | 33,8%   |
| Транспорт та зв'язок | 13,2%   | 11,8%   |
| Посередницькі фінансові послуги | 7,4%    | 7,4%    |
| Послуги підприємствам | 4,4%    | 4,4%    |
| Послуги фізичним особам | 26,5%   | 29,4%   |
| Нерухомість та ін. | 14,7%   | 13,2%   |
| Усього підприємств | 68      | 68      |

## Житловий фонд
У 2001 р. 5,3% усіх родин (домогосподарств) мали житло метражем до 59 м2, 36,2% — від 60 до 89 м2, 39,7% — від 90 до 119 м2 і
18,8% — понад 120 м2.

З усіх будівель у 2001 р. 12,7% було одноповерховими, 46% — двоповерховими, 29,8
% — триповерховими, 9,6% — чотириповерховими, 1,7% — п'ятиповерховими, 0,2% — шестиповерховими,
0% — семиповерховими, 0% — з вісьмома та більше поверхами.

## Автопарк
| \| Автомобілі, зареєстровані у місті, за призначенням \| Автомобілі, зареєстровані у місті, за призначенням \| Автомобілі, зареєстровані у місті, за призначенням \| \| Рік \| 2006 р. \| 2005 р. \| \| -------------------------------------------------- \| -------------------------------------------------- \| -------------------------------------------------- \| \| Приватні автомобілі \| 61% \| 61,1% \| \| Мотоцикли \| 10% \| 9,6% \| \| Вантажівки \| 25% \| 25,5% \| \| Трактори \| 0,4% \| 0,5% \| \| Автобуси та ін. \| 3,6% \| 3,4% \| \| Усього автомобілів \| 1.547 шт. \| 1.485 шт. \| |           |           |
| Автомобілі, зареєстровані у місті, за призначенням |           |           |
| Рік | 2006 р.   | 2005 р.   |
| Приватні автомобілі | 61%       | 61,1%     |
| Мотоцикли | 10%       | 9,6%      |
| Вантажівки | 25%       | 25,5%     |
| Трактори | 0,4%      | 0,5%      |
| Автобуси та ін. | 3,6%      | 3,4%      |
| Усього автомобілів | 1.547 шт. | 1.485 шт. |

## Вживання каталанської мови
У 2001 р. каталанську мову у місті розуміли 98,3% усього населення (у 1996 р. — 99,6%), вміли говорити нею 88,7% (у 1996 р. — 
90,8%), вміли читати 81,9% (у 1996 р. — 78,1%), вміли писати 57,5
% (у 1996 р. — 52,9%). Не розуміли каталанської мови 1,7%.

## Політичні уподобання
У виборах до Парламенту Каталонії у 2006 р. взяло участь 1.144 особи (у 2003 р. — 1.273 особи). Голоси за політичні сили розподілилися таким чином:
| \| Вибори до Парламенту Каталонії \| Вибори до Парламенту Каталонії \| Вибори до Парламенту Каталонії \| \| Рік \| 2006 р. \| 2003 р. \| \| -------------------------------------- \| ------------------------------ \| ------------------------------ \| \| Конвергенція та Єднання (CiU) \| 44% \| 42,5% \| \| Соціалістична партія Каталонії (PSC) \| 30,1% \| 32,6% \| \| Народна партія (PP) \| 3,8% \| 3,8% \| \| Ініціатива за зелену Каталонію (IC) \| 5,1% \| 3,1% \| \| Республіканська лівиця Каталонії (ERC) \| 14% \| 16,7% \| \| Громадянська партія (C's) \| 0,4% \| 0% \| \| Інші \| 2,7% \| 1,2% \| |         |         |
| Вибори до Парламенту Каталонії |         |         |
| Рік | 2006 р. | 2003 р. |
| Конвергенція та Єднання (CiU) | 44%     | 42,5%   |
| Соціалістична партія Каталонії (PSC) | 30,1%   | 32,6%   |
| Народна партія (PP) | 3,8%    | 3,8%    |
| Ініціатива за зелену Каталонію (IC) | 5,1%    | 3,1%    |
| Республіканська лівиця Каталонії (ERC) | 14%     | 16,7%   |
| Громадянська партія (C's) | 0,4%    | 0%      |
| Інші | 2,7%    | 1,2%    |

У муніципальних виборах у 2007 р. взяло участь 1.307 осіб (у 2003 р. — 1.349 осіб). Голоси за політичні сили розподілилися таким чином:
| \| Муніципальні вибори \| Муніципальні вибори \| Муніципальні вибори \| \| Рік \| 2007 р. \| 2003 р. \| \| -------------------------------------- \| ------------------- \| ------------------- \| \| Конвергенція та Єднання (CiU) \| 43,5% \| 45,5% \| \| Соціалістична партія Каталонії (PSC) \| 47,7% \| 35,7% \| \| Народна партія (PP) \| 1,3% \| 0% \| \| Ініціатива за зелену Каталонію (IC) \| 0% \| 0% \| \| Республіканська лівиця Каталонії (ERC) \| 7,5% \| 18,8% \| \| Громадянська партія (C's) \| 0% \| 0% \| \| Інші \| 0% \| 0% \| |         |         |
| Муніципальні вибори |         |         |
| Рік | 2007 р. | 2003 р. |
| Конвергенція та Єднання (CiU) | 43,5%   | 45,5%   |
| Соціалістична партія Каталонії (PSC) | 47,7%   | 35,7%   |
| Народна партія (PP) | 1,3%    | 0%      |
| Ініціатива за зелену Каталонію (IC) | 0%      | 0%      |
| Республіканська лівиця Каталонії (ERC) | 7,5%    | 18,8%   |
| Громадянська партія (C's) | 0%      | 0%      |
| Інші | 0%      | 0%      |